# Куичапа (муниципалитет)
Куичапа (исп. Cuichapa) — муниципалитет в Мексике, штат Веракрус, расположен в Горном регионе. Административный центр — город Куичапа.

## Состав
В муниципалитет входит 21 населённый пункт.